# ماري كاثرين هربرت
ماري كاثرين هربرت (بالإنجليزية: Mary Herbert)‏ هي جاسوسة أيرلندية، ولدت في 1 أكتوبر 1903 في Chepstow ‏ في المملكة المتحدة، وتوفيت في 23 يناير 1983 بسبب ذات الرئة.